# Jokosuka K5Y
Jokosuka K5Y (ve spojeneckém kódu Willow) byl japonský jednomotorový dvoumístný cvičný letoun smíšené konstrukce, řešený jako dvouplošník s pevným záďovým podvozkem, nebo plováky. Podle typického oranžového zbarvení námořních cvičných letadel mu Japonci přezdívali Akatonbo (赤とんぼ) podle japonské vážky Sympetrum frequens.

## Vznik
Arzenál námořního letectva v Jokosuce vyvinul v roce 1931 dva prototypy dvojplošníku pro pokračovací výcvik. Tyto letouny vzoru 91 nevyhovovaly a konstruktér Sanae Kawasaki byl pověřen zdokonalením jejich koncepce.

## Vývoj

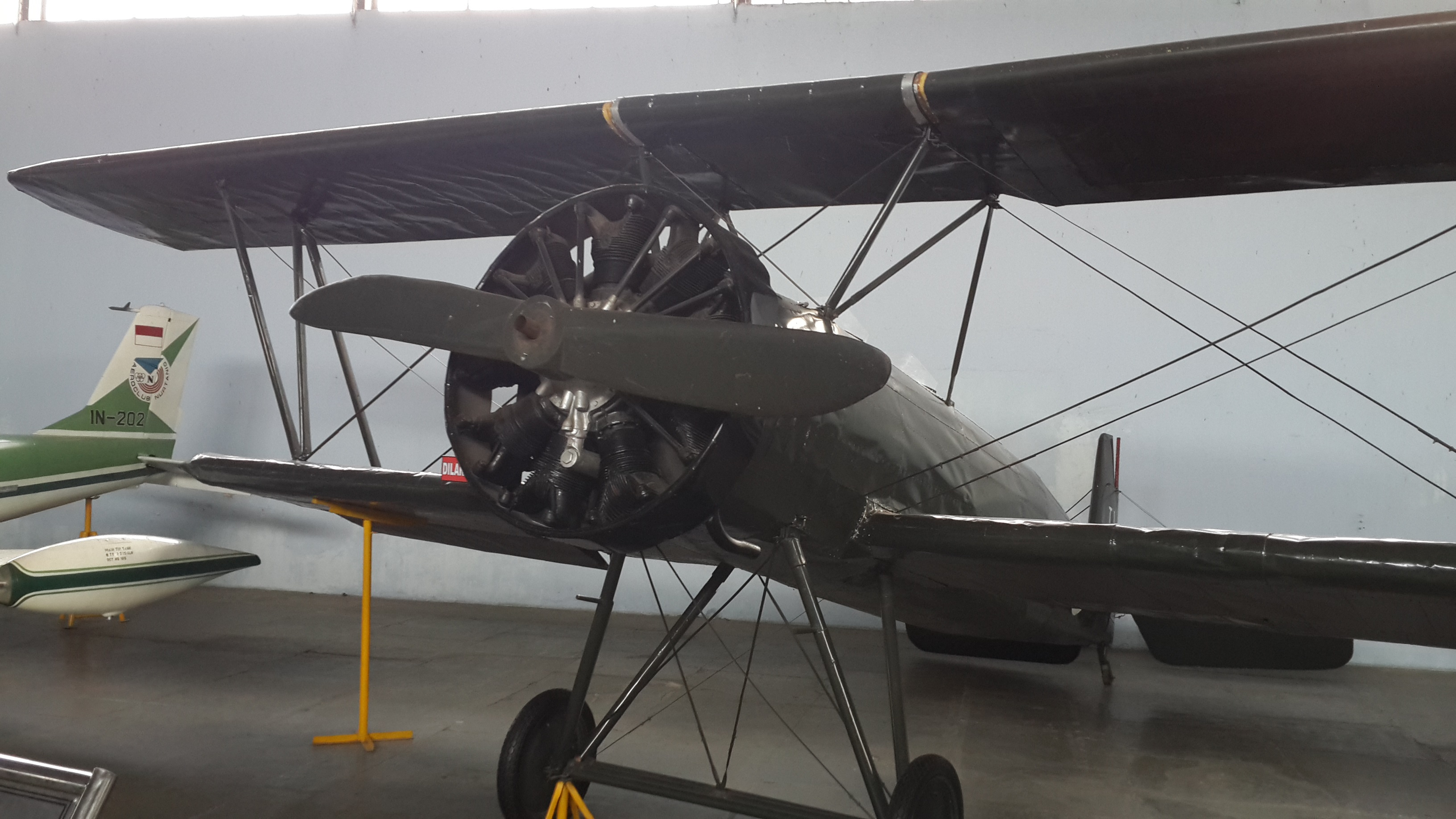
Jokosuka K5Y

V prosinci 1933 byl zalétán prototyp nového pokračovacího cvičného letounu K5Y1, v němž se realizovaly všechny požadavky na zlepšení. Stroj poháněl vzduchem chlazený devítiválcový hvězdicový motor Hitaši Amakaze 11 o výkonu 250 kW. Pohonná jednotka byla opatřena prstencovým krytem typu Townend. Pro nácvik střelby byl instalován jeden synchronizovaný 7,7mm kulomet. Pro výcvik střelců se do zadního prostoru montoval na oběžný kruh kulomet typu 92 stejné ráže. Závěsníky pod spodním křídlem mohly nést dvě pumy po 30 kg, nebo deset po 10 kg.

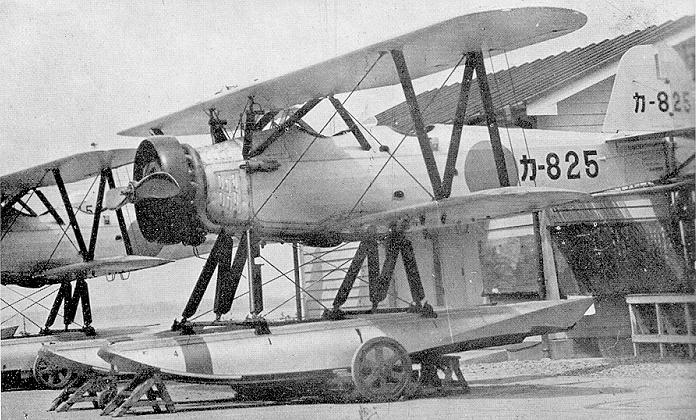
Hydroplán K5Y2 カ-825 od Kasumigaura kaigun kókútai

Po úspěšně ukončených letových testech převzalo japonské námořní letectvo nový typ jako pokračovací cvičný letoun vzor 93 a objednalo sériovou výrobu u společnosti Kawasaki. Práce na sériové stavbě byly zahájeny v lednu 1934 a do roku 1936 bylo dodáno 60 kusů základního provedení K5Y1 a plovákového K5Y2. Z důvodu malé výrobní kapacity zadalo námořní letectvo licenční výrobu u četných menších továren. Největší sérii dodala společnost Nippon Hikkoki s celkovým počtem 2733 kusů, včetně dvou exemplářů plovákových K5Y3 s výkonnějšími motory Amakaze 21 o 378 kW. Druhá nejagilnější firma Hitaši Kókúki dodala 1393 letounů následovaná Fudži Hikóki s 869 letouny, dále pak společnost Watanbe vyprodukovala 556 strojů, Letecký arsenál námořního letectva v Kasumigauře 75, Micubiši 60 a Nakadžima 24.

## Nasazení
Stroje K5Y1 a K5Y2 působily většinou na cvičných základnách na mateřských japonských ostrovech, avšak rozšířily se i na letiště bojových jednotek po celé oblasti Pacifiku. Sloužily zde ke kondičnímu výcviku a pro spojovací lety.

## Specifikace (K5Y1)

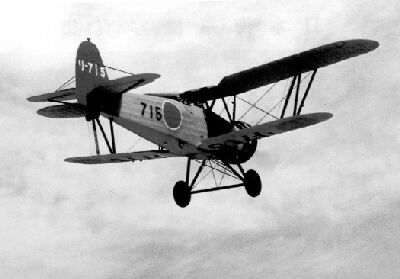
K5Y1 リ-715 od Hjakurihara kókútai

Údaje podle

### Technické údaje
- Osádka:
- Rozpětí: 11,00 m
- Délka: 8,05 m
- Výška: 3,20 m
- Nosná plocha: 27,70 m²
- Hmotnost prázdného letounu: 1000 kg
- Vzletová hmotnost: 1500 kg
- Pohonná jednotka:

### Výkony
- Maximální rychlost u země: 212 km/h
- Cestovní rychlost v hladině 1150 m: 138 km/h
- Výstup na 3000 m: 13,5 min
- Dostup: 5700 m
- Dolet: 1020 km